# Tag des Widerstands gegen die Besetzung der Autonomen Republik Krim und der Stadt Sewastopol

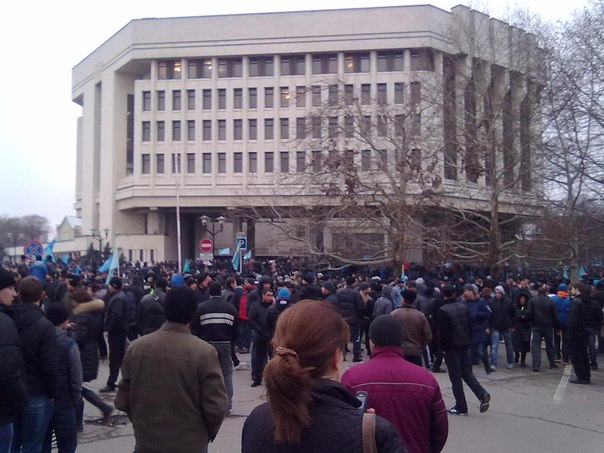
Demonstration in der Nähe des Parlamentsgebäudes der Autonomen Republik Krim in Simferopol (26. Februar 2014)

Der Tag des Widerstands gegen die Besetzung der Autonomen Republik Krim und der Stadt Sewastopol (ukrainisch День спротиву окупації Автономної Республіки Крим та міста Севастополя) ist ein Gedenktag, der in der Ukraine jährlich am 26. Februar begangen wird.

## Hintergrund
Im Vorfeld ihrer Annexion durch Russland fand am 26. Februar 2014 in der Nähe des Parlamentsgebäudes der Autonomen Republik Krim in Simferopol eine Kundgebung zur Unterstützung der territorialen Integrität der Ukraine und gegen die Abhaltung einer für diesen Tag geplanten außerordentlichen Sitzung zur Änderung ihres politischen Status innerhalb der Ukraine statt. Zu den nach Schätzungen 10.000 bis 15.000 Teilnehmern an der Kundgebung gehörten u. a. Mitglieder des Medschlis des Krimtatarischen Volkes, der Heilsarmee und des Kongresses Ukrainischer Nationalisten, Aktivistinnen und Aktivisten der Krimbewegung Euromaidan, Ultras des Vereins Tawrija Simferopol und Gemeindemitglieder des Kiewer Patriarchats. Zum selben Zeitpunkt fand beim Parlamentsgebäude eine pro-russische Kundgebung statt, an der verschiedenen Quellen zufolge 5.000 bis 7.000 Menschen teilnahmen. Zu ihnen gehörten Vertreter der illegalen paramilitärischen Formation Volksmiliz der Krim und Personen, die keine Krimbewohner waren. Sergei Aksjonow und Refat Tschubarow waren anwesend und riefen die Versammelten zur Trennung auf.
Die Situation eskalierte, als Mitglieder von Aksjonows Partei Russische Einheit mit Brecheisen und Schlagstöcken ankamen. Pro-ukrainische und pro-russische Teilnehmerinnen und Teilnehmer der Aktion wurden von 300 Polizisten ohne die für solche Fälle notwendige Ausrüstung getrennt. Bei Zusammenstößen kamen an diesem Tag zwei ukrainische Bürger ums Leben und 30 Personen suchten medizinische Hilfe auf. Die Kundgebung endete damit, dass die pro-ukrainische Versammlung die pro-russische verdrängte und die außerordentliche Sitzung des Parlaments an diesem Tag nicht stattfand.
In der Nacht des 27. Februar 2014 wurde das Gebäude des Parlaments der Autonomen Republik Krim von russischen Spezialeinheiten in Militäruniformen ohne Erkennungszeichen besetzt. Am 16. März 2014 fand ein gefälschtes Referendum über den Status der Krim zum Beitritt an Russland statt.
Danach eröffneten Mitarbeiter des Untersuchungsausschusses der Russischen Föderation den sogenannten Fall vom 26. Februar über Massenunruhen bei der Versammlung. Dabei wurden der stellvertretende Vorsitzende des Medschlis Achtjom Tschijgos, der Betreiber des Fernsehsenders ATR Eskender Nebijew und sieben weitere Aktivisten festgenommen.
Auf Initiative ihres Anwalts bekannten sich Nebijew und der Aktivist Taljat Junussow unter der Bedingung schuldig, dass ihre Aussagen nicht als Beweismittel in den Fällen anderer Beteiligter am Fall vom 26. Februar 2014 verwendet würden. Im Dezember 2015 wurde Junussow zu 3,5 Jahren auf Bewährung und Nebijew zu zwei Jahren auf Bewährung verurteilt.
Später wurde der Fall gegen Tschijgos in separate Verfahren aufgeteilt. Am 11. September 2017 verurteilte ihn das russische Besatzungsgericht wegen der „Organisation von Massenunruhen“ zu acht Jahren Hochsicherheitsgefängnis. Am 25. Oktober 2017 übergab Russland Tschijgos an die Türkei, von wo aus er in die Ukraine kam.

## Entwicklung des Gedenktages

Logo des Gedenktages

Am 2. Februar 2016 veröffentlichte die Werchowna Rada einen Beschluss „über das Feiern unvergesslicher Daten und Jubiläen“ um „das historische Bewusstsein des ukrainischen Volkes zu festigen und weiterzuentwickeln, das nationale Gedächtnis zu bewahren und denkwürdige Daten und Jubiläen ordnungsgemäß zu markieren und zu gedenken.“ Zu den vorgeschlagenen Terminen zählte auch die Kundgebung in Simferopol zur Unterstützung der territorialen Integrität der Ukraine am 26. Februar 2014.
2020 schlugen fast 150 Abgeordnete des Großteils der Fraktionen der Werchowna Rada ein Dekret für den Gedenktag des Widerstands der Krim gegen die russische Besatzung vor. Präsident Wolodymyr Selenskyj kündigte bei der Eröffnung des Forums Zeitalter der Krim 2020 die Unterzeichnung des Dekrets an, das den 26. Februar zum Tag des Widerstands gegen die Besatzung der Autonomen Republik Krim und der Stadt Sewastopol erklärt. Er erinnerte an die Versammlung und sagte, dass an diesem Tag der „Mut und das Heldentum aller Teilnehmer der Kundgebung“ gewürdigt werden solle.
Er betonte, dass die Rückgabe der Krim an die Ukraine sein Ziel als Präsident und seine persönliche Position als Bürger sei. Zudem sagte er:

„Dies ist nicht nur unser gemeinsamer Traum. Dies ist der Schlüssel zur Sicherheit auf dem Planeten. Dies ist eine Wiederherstellung des Vertrauens. Vertrauen in internationales Recht und Gerechtigkeit.“

Selenskyj zeigte sich zuversichtlich, dass der Tag kommen würde, an dem ukrainische Sportler und Künstler wieder auf der Krim auftreten würden und der Medschlis des Krimtatarischen Volkes in sein rechtmäßiges Gebäude in Simferopol zurückkehren würde. Mustafa Dschemiljew dankte dem Präsidenten für die Initiative zur Unterzeichnung des Dekrets.
Laut dem Dekret soll das Ministerkabinett der Ukraine für die Entwicklung unter Beteiligung von Vertretern staatlicher Organe, lokaler Selbstverwaltungsorgane und zivilgesellschaftlicher Institutionen sowie für die Genehmigung von Aktionsplänen für den Tag des Widerstands sorgen. Das Logo des Gedenktages wurde von Rustem Skybin entworfen, einem Künstler, der per Dekret des Präsidenten der Ukraine den Ehrentitel Verdienter Meister der Volkskunst der Ukraine erhalten hat.
Am 26. Februar 2021 fand beim Fernsehsender Dim ein Spendenmarathon statt, der dem Gedenktag gewidmet war. Unter den Rednern waren der ständige Vertreter des Präsidenten der Ukraine auf der Krim Anton Korynewytsch, Refat Tschubarow, Emine Dschaparowa, der Leiter der Staatsanwaltschaft der Autonomen Republik Krim Ihor Ponotschownyj, der stellvertretende Justizminister der Ukraine Iwan Lischtschyna und der Leiter des Ukrainischen Instituts für Nationale Erinnerung (UINP) Anton Drobowytsch. Der Nationale Rat für Fernsehen und Rundfunk appellierte an die ukrainischen Fernsehsender, den Tag des Widerstands gegen die Besetzung der Krim und Sewastopols zu feiern, indem sie das Logo des Gedenktags in ihren Sendungen anbringen. Im Rajon Henitschesk fand ein Marsch statt, bei dessen Ende am Kontrollpunkt in Tschonhar an der Grenze zur Krim die Flagge der Ukraine und die Flagge der Krimtataren gehisst wurde. Ukrposhta vergab im Postamt in Kiew einen Poststempel, der dem Tag des Widerstands gegen die Besetzung der Krim gewidmet war.
Zum Gedenktag 2022 waren in Städten wie Lwiw und Kiew künstlerische Veranstaltungen, Diskussionen, Filmvorführungen und Ausstellungen des UINP geplant. Am 23. Februar wurde vor dem Parlamentsgebäude der Oblast Lwiw die krimtatarische Flagge gehisst. Am 26. Februar 2022 veröffentlichte die Informationsabteilung der Werchowna Rada eine Mitteilung, in der sie an die Versammlung erinnerte und unter dem Hintergrund des russischen Überfalls erklärte, dass „der Befreiungskampf und der Schutz der Ukraine im ganzen Land durch die Kräfte aller Bürger der Ukraine und der Sicherheits- und Verteidigungskräfte des Staates fortgesetzt“ wird.
Zu den Veranstaltungen zum Gedenktag 2023 kündigte Tamila Taschewa Vorführungen von Dokumentarfilmen, bei denen 50 % der Erlöse an Fonds für das Militär gehen sollten. Zudem kündigte sie eine Veranstaltung im Büro des Menschenrechtskommissars der Werchowna Rada an, die sich mit der Verletzung der Menschenrechte auf der Krim befassen würde.
Die Krim-Plattform veröffentlichte eine Mitteilung, in der sie ihre Unterstützung für die Souveränität, Unabhängigkeit, Einheit und territoriale Integrität der Ukraine innerhalb ihrer international anerkannten Grenzen und das unveräußerliche Recht der Ukraine auf Selbstverteidigung bekräftigte, die russische Invasion verurteilte und erklärte, dass sie die Annexion der Autonomen Republik Krim und der Stadt Sewastopol niemals anerkennen würde. Außerdem forderte sie die russische Verwaltung auf der Krim auf, „die repressiven Maßnahmen und Verletzungen der Menschenrechte von Ukrainern und einheimischen Krimtataren unverzüglich zu stoppen und willkürliche Durchsuchungen, Inhaftierungen, Folter und andere grausame, unmenschliche oder erniedrigende Behandlungen oder Strafen sowie andere Formen politischer Gewalt unverzüglich einzustellen.“ Das Außenministerium der Vereinigten Staaten begrüßte die Bemühungen der Krim-Plattform, die Aufmerksamkeit der Weltgemeinschaft auf die anhaltende Besetzung der Krim durch Russland zu lenken.
Für den Gedenktag 2024 plant das Ministerkabinett der Ukraine Veranstaltungen in Bildungseinrichtungen, Bibliotheken, Ausstellungshallen und Museen. Dazu gehören Treffen mit Vertretern des krimtatarischen Volkes und Binnenvertriebenen aus der vorübergehend besetzten Krim, die Erstellung thematischer Ausstellungen, Vorführungen von Kunst- und Dokumentarfilmen sowie die Abhaltung wissenschaftlicher und praktischer Konferenzen, bei denen Experten nach Wegen suchen, um die Folgen der Besatzung zu überwinden. Gleichzeitig ist die Aktion Briefe an eine freie Krim geplant, bei der Briefe an politische Gefangene gesammelt werden, die in Haftanstalten im vorübergehend besetzten Gebiet oder in Russland festgehalten werden.